# Calceolaria filicaulis
Calceolaria filicaulis là một loài thực vật có hoa trong họ Calceolariaceae. Loài này được Clos mô tả khoa học đầu tiên năm 1849.